# FC Barcelona 6–1 Paris Saint-Germain F.C.
Barcelona 6-1 Paris Saint-Germain, també conegut com a La Remuntada ("El retorn"), va ser el resultat de la segona etapa d'una eliminatòria de la UEFA Champions League que va tenir lloc el 8 de març de 2017 al Camp Nou a Barcelona. El FC Barcelona va aconseguir remuntar una desavantatge de quatre gols en el partit d'anada dels vuitens de final de la UEFA Champions League 2016-17 contra el Paris Saint-Germain per guanyar per un global de 6-5, convertint-se en la major remuntada de la història de la Lliga de Campions de la UEFA.

## Antecedents

### Història
Era la tercera vegada que el Paris Saint-Germain s'enfrontava al FC Barcelona en les fases eliminatòries de la Lliga de Campions de la UEFA, després d'haver perdut els dos enfrontaments anteriors en les temporades 2012–13 i 2014–15 en conjunt.

### Fase de grups
Tots dos equips s'havien classificat còmodament a la fase de grups. El Paris Saint-Germain es va classificar com a subcampió del grup A després d'enfrontar-se a l'FC Inter de Milà i al Basilea, i haver aconseguit un avantatge de 9 punts sobre el tercer classificat, el Ludogorets Razgrad. El Barça es va classificar com a líder del grup C, molt per davant del Borussia Mönchengladbach i del Celtic, avantatjant en 6 punts al 2n classificat Manchester City.

### Anada
El partit d'anada es va jugar el 14 de febrer al Parc dels Prínceps de París; tots dos equips estaven en bona forma, ja que el París Saint-Germain venia de guanyar com a visitant al Bordeus (3-0) a la Lliga 1 i el Barça derrotava al Deportivo Alavés per 6-0 a la Lliga.
Ángel Di María va avançar els parisencs en el minut 18 amb una tir lliure després que el blaugrana Samuel Umtiti cometés una falta. Julian Draxler va fer el 2-0 amb un xut ras al minut 40, assistit per Marco Verratti. Als 55 minuts, Di María va tornar a marcar amb un xut des de fora de l'àrea. Edinson Cavani va marcar el gol final del partit al minut 72, assegurant la victòria per 4-0. El Barça només va realitzar un sol xut a porta en tot el partit.

## Partit

### Resum

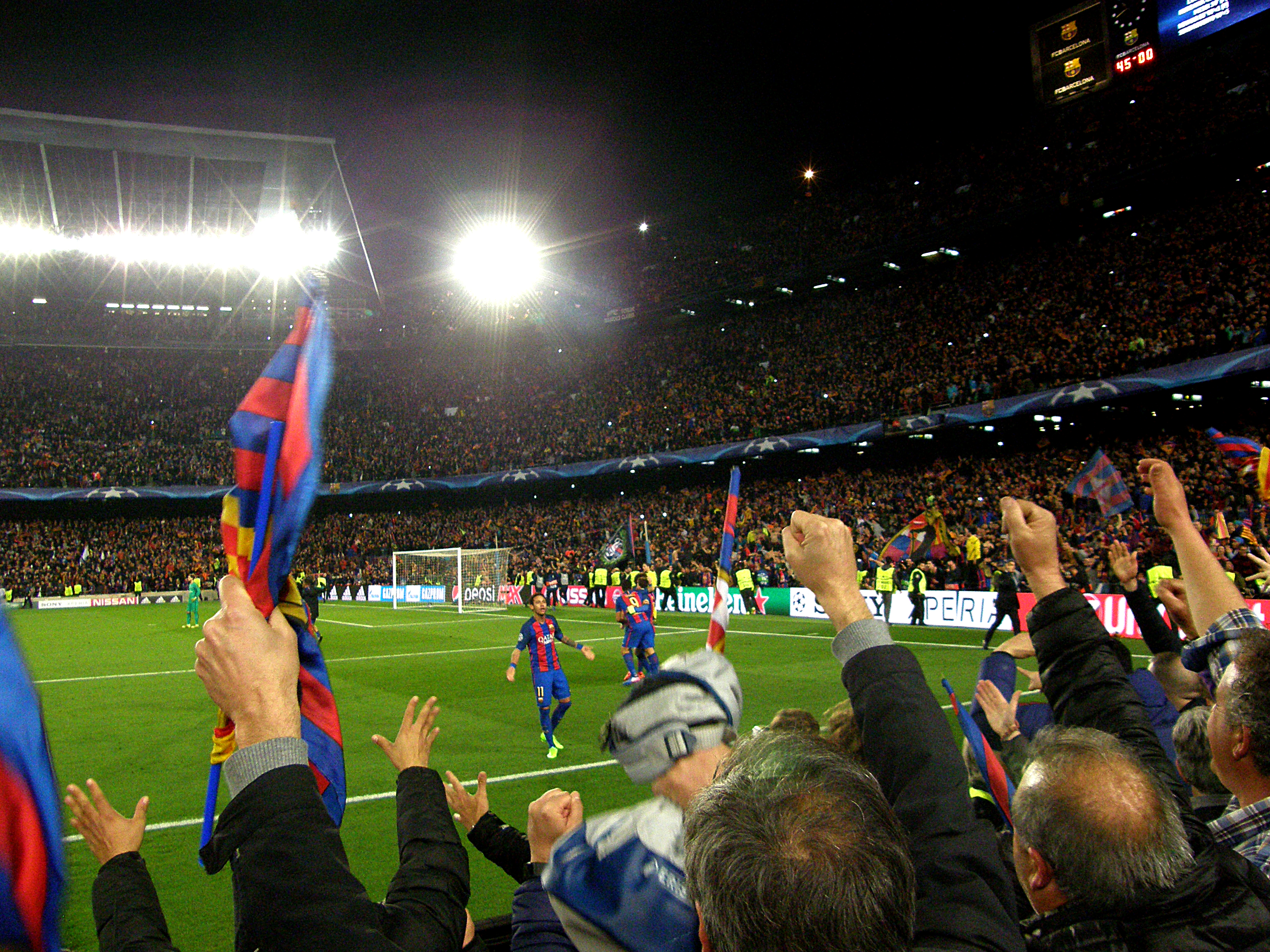
Celebració del gol de la victòria al Camp Nou

La tornada es va jugar el 8 de març al Camp Nou. Un cop més, els dos equips arribaven al partit després d'haver guanyat els seus partits de lliga, el Barça 5-0 contra el Celta de Vigo i el Paris Saint-Germain 1–0 contra l'Nancy.
El partit va tenir una impressionant assistència de 96.290 espectadors, malgrat la dura derrota de l'equip local en el primer partit. Luis Suárez va marcar el primer gol del partit en el minut 3 després de rematar de cap la pilota per sobre de la línia abans que fos refusada per Thomas Meunier. Al minut 40, Layvin Kurzawa, del PSG, Layvin Kurzawa va marcar un gol en pròpia porta en un intent de bloquejar un xut d'Andrés Iniesta. El tercer gol va arribar al minut 50 mitjançant un penal marcat per Lionel Messi després que Neymar rebés una falta de Thomas Meunier. Les esperances del Barcelona es van reduir aparentment després que Edinson Cavani marqués l'únic gol del Paris Saint-Germain al minut 62, amb el qual en necessitava tres més per guanyar a causa de la regla de gols visitants que ara afavoria el PSG. Neymar va marcar dos gols en la recta final: un tir lliure al minut 88 i un penal en el 91, per fer el 5-1. En els darrers segons del partit, Neymar va fer una centrada a l'àrea, i Sergi Roberto va marcar el sisè i últim gol al minut 95, guanyant així el partit 6-1 i classificant-se per als quarts de final per un global de 6-5.
Els mitjans de comunicació van descriure el resultat com "sorprenent", "increïble" i "un miracle".
Els sismògrafs del Institut de Ciències de la Terra Jaume Almera (ICTJA-CSIC), situat a 500 metres del Camp Nou, van detectar terratrèmols que coincidien amb els gols del partit. El gol del 6-1 de Sergi Roberto, amb el qual es va aconseguir la històrica remontada, va fer que els 100.000 espectadors que hi havia al Camp Nou, saltessin a l'uníson causant un terratrèmol de magnitud 1 de l'escala Richter.

### Detalls
| FC Barcelona                                                                                     | 6–1     | Paris Saint-Germain FC |
| ------------------------------------------------------------------------------------------------ | ------- | ---------------------- |
| L. Suárez 3' · Kurzawa 40' (p.p.) · Messi 50' (pen.) · Neymar 88', 90+1' (p.) · S. Roberto 90+5' | Informe | 62' Cavani             |

| Barcelona | Paris Saint-Germain |

| P            | 1  | Marc-André ter Stegen |     |     |
| DC           | 14 | Javier Mascherano     |     |     |
| DC           | 3  | Gerard Piqué          | 23' |     |
| DC           | 23 | Samuel Umtiti         |     |     |
| DM           | 5  | Sergio Busquets       | 36' |     |
| RM           | 4  | Ivan Rakitić          | 61' | 84' |
| LM           | 8  | Andrés Iniesta (c)    |     | 65' |
| AM           | 10 | Lionel Messi          |     |     |
| RF           | 12 | Rafinha               |     | 76' |
| CF           | 9  | Luis Suárez           | 67' |     |
| LF           | 11 | Neymar                | 64' |     |
| Suplents:    |    |                       |     |     |
| P            | 13 | Jasper Cillessen      |     |     |
| DF           | 18 | Jordi Alba            |     |     |
| DF           | 19 | Lucas Digne           |     |     |
| DF           | 20 | Sergi Roberto         |     | 76' |
| MF           | 7  | Arda Turan            |     | 65' |
| MF           | 21 | André Gomes           |     | 84' |
| FW           | 17 | Paco Alcácer          |     |     |
| Entrenador:  |    |                       |     |     |
| Luis Enrique |    |                       |     |     |

| P           | 1  | Kevin Trapp         |       |       |
| RB          | 12 | Thomas Meunier      |       | 90+3' |
| DC          | 5  | Marquinhos          | 90'   |       |
| DC          | 2  | Thiago Silva (c)    |       |       |
| LB          | 20 | Layvin Kurzawa      |       |       |
| CM          | 25 | Adrien Rabiot       |       |       |
| CM          | 14 | Blaise Matuidi      | 5'    |       |
| RW          | 7  | Lucas Moura         |       | 55'   |
| AM          | 6  | Marco Verratti      | 90+4' |       |
| LW          | 23 | Julian Draxler      | 14'   | 75'   |
| CF          | 9  | Edinson Cavani      | 42'   |       |
| Suplents:   |    |                     |       |       |
| P           | 16 | Alphonse Areola     |       |       |
| DF          | 3  | Presnel Kimpembe    |       |       |
| DF          | 19 | Serge Aurier        |       | 75'   |
| MF          | 4  | Grzegorz Krychowiak |       | 90+3' |
| MF          | 10 | Javier Pastore      |       |       |
| MF          | 11 | Ángel Di María      |       | 55'   |
| MF          | 21 | Hatem Ben Arfa      |       |       |
| Entrenador: |    |                     |       |       |
| Unai Emery  |    |                     |       |       |

### Estadístiques
| Estadístiques      | Barcelona | París Saint-Germain |
| ------------------ | --------- | ------------------- |
| Gols marcats       | 6         | 1                   |
| Tirs totals        | 17        | 7                   |
| Tirs al blanc      | 7         | 3                   |
| Desa               | 2         | 2                   |
| Possessió          | 65%       | 35%                 |
| Puntades de córner | 6         | 4                   |
| Faltes comeses     | 16        | 25                  |
| Fores de joc       | 3         | 5                   |
| Targetes grogues   | 5         | 5                   |
| Targetes vermelles | 0         | 0                   |

## Post-partit
Després del partit, entre els reconeixements al Barça, també es va criticar a París Saint-Germain per la forma en què no va saber portar la pressió de tindre l'avantatge en el marcador, sobretot UNAI EMERY, i es va especular amb la possibilitat que l'àrbitre fos degradat per l'organisme rector a causa d'algunes de les decisions que va prendre durant el partit, especialment en la concessió del segon penal del Barça. Les anàlisis posteriors van suggerir que el PSG hauria guanyat el partit si s'hagués utilitzat el sistema VAR.
Als quarts de final, el Barça va tornar a patir una forta derrota a l'anada fora de casa, aquest cop perdent 3-0 contra la Juventus FC. No obstant això, no van poder repetir la seva actuació de la ronda anterior i van ser eliminats després d'empatar 0-0 a la tornada.
Un dels protagonistes de l'eliminatòria, el davanter brasiler Neymar, va estar en el centre d'un altre assumpte que va involucrar als dos clubs a l'agost de 2017, quan es va traslladar del Barcelona al París Saint-Germain en el qual va ser el fitxatge més car de la història (222 M€).

## Resultats similars en temporades posteriors
La temporada següent, el Barça va patir una inesperada remuntada, en perdre per 3-0 davant la Roma a Itàlia en la fase de quarts de final i quedar eliminat pels gols a favor dels visitants, tot i comptar amb un gran avantatge de 4-1 en el partit d'anada. Per la seva banda, el París Saint-Germain es va acomiadar de nou en la fase de vuitens de final, tot i haver incorporat a Neymar i altres jugadors a la seva plantilla i d'haver guanyat el seu grup, caient davant el Reial Madrid.
Als vuitens de final de la UEFA Champions League 2018–19, el Paris Saint-Germain (sense el lesionat Neymar) va ser l'equip perdedor en una altra remuntada important, ja que un Manchester United FC sense forces es va imposar per 3-1 al Parc dels Prínceps (el gol decisiu d'un penal en el temps afegit concedit per VAR) després d'haver perdut 2-0 a Old Trafford, la primera vegada en la història de la competició que es remunta un desavantatge semblant d'un partit d'anada a casa. A les semifinals, el Barça va quedar eliminat després d'un nou daltabaix en el partit de tornada: amb un avantatge al Camp Nou per 3-0, a Anfield va encaixar quatre gols sense resposta al Liverpool FC que va guanyar la competició (superant al Tottenham Hotspur, que havia completat una remuntada dramàtica sobre l'Ajax per arribar a la final).

## Repetició
En els vuitens de final de la UEFA Champions League 2020–21, el Barça i el Paris Saint-Germain es van enfrontar una vegada més, aquest cop en circumstàncies diferents. Un dels principals temes de debat per als mitjans va ser el retorn de Neymar al seu antic club, encara que va ser descartat en el partit d'anada per una lesió. El PSG va guanyar aquest partit per 4-1 al Camp Nou amb un hat-trick de Kylian Mbappé. En el partit de tornada, un PSG encara sense Neymar va aconseguir mantenir l'empat per 1-1, superant el Barça per un global de 5-2 i avançant als quarts de final.